# Prodotti agroalimentari tradizionali umbri
I Prodotti Agroalimentari Tradizionali umbri  riconosciuti dal Ministero delle politiche agricole alimentari e forestali, su proposta della Regione Umbria sono i seguenti, aggiornati al 19 giugno 2007, data dell'ultima revisione dei P.A.T.:
| N. | Definizione (dati ufficiali del Ministero delle politiche agricole alimentari e forestali)          | Cat.   | Settore                                                                                         | Regione                                                             |
| -- | --------------------------------------------------------------------------------------------------- | ------ | ----------------------------------------------------------------------------------------------- | ------------------------------------------------------------------- |
| 1  | Capocollo                                                                                           | P.A.T. | Carni (e frattaglie) fresche e loro preparazione                                                | Umbria                                                              |
| 2  | Coglioni di mulo                                                                                    | P.A.T. | Carni (e frattaglie) fresche e loro preparazione                                                | Umbria                                                              |
| 3  | Coppa di testa                                                                                      | P.A.T. | Carni (e frattaglie) fresche e loro preparazione                                                | Umbria                                                              |
| 4  | Corallina o salame umbro                                                                            | P.A.T. | Carni (e frattaglie) fresche e loro preparazione                                                | Umbria                                                              |
| 5  | Guanciale o barbozzo                                                                                | P.A.T. | Carni (e frattaglie) fresche e loro preparazione                                                | Umbria                                                              |
| 6  | Lombetto                                                                                            | P.A.T. | Carni (e frattaglie) fresche e loro preparazione                                                | Umbria                                                              |
| 7  | Mazzafegati                                                                                         | P.A.T. | Carni (e frattaglie) fresche e loro preparazione                                                | Umbria                                                              |
| 8  | Porchetta                                                                                           | P.A.T. | Carni (e frattaglie) fresche e loro preparazione                                                | Umbria                                                              |
| 9  | Prosciutto nostrano                                                                                 | P.A.T. | Carni (e frattaglie) fresche e loro preparazione                                                | Umbria                                                              |
| 10 | Salami di Norcia                                                                                    | P.A.T. | Carni (e frattaglie) fresche e loro preparazione                                                | Umbria                                                              |
| 11 | Salsicce                                                                                            | P.A.T. | Carni (e frattaglie) fresche e loro preparazione                                                | Umbria                                                              |
| 12 | Sanguinaccio                                                                                        | P.A.T. | Carni (e frattaglie) fresche e loro preparazione                                                | Umbria                                                              |
| 13 | Ventresca                                                                                           | P.A.T. | Carni (e frattaglie) fresche e loro preparazione                                                | Umbria                                                              |
| 14 | Pasta di olive                                                                                      | P.A.T. | Condimenti                                                                                      | Umbria                                                              |
| 15 | Paté di interiora di pollo                                                                          | P.A.T. | Condimenti                                                                                      | Umbria                                                              |
| 16 | Caciotta (caciotta e Caciotta al tartufo)                                                           | P.A.T. | Formaggi                                                                                        | Umbria                                                              |
| 17 | Formaggio (farcito e misto)                                                                         | P.A.T. | Formaggi                                                                                        | Umbria                                                              |
| 18 | Pecorino (di Norcia, di Norcia del pastore, stagionato in fossa/grotta, stagionato in botte, umbro) | P.A.T. | Formaggi                                                                                        | Umbria                                                              |
| 19 | ravaggiolo                                                                                          | P.A.T. | Formaggi                                                                                        | Umbria                                                              |
| 20 | Broccoletti del lago                                                                                | P.A.T. | Prodotti vegetali allo stato naturale o trasformati                                             | Umbria                                                              |
| 21 | Cicerchia                                                                                           | P.A.T. | Prodotti vegetali allo stato naturale o trasformati                                             | Umbria                                                              |
| 22 | Cipolla di Cannara                                                                                  | P.A.T. | Prodotti vegetali allo stato naturale o trasformati                                             | Umbria                                                              |
| 23 | Fagiolina del lago Trasimeno                                                                        | P.A.T. | Prodotti vegetali allo stato naturale o trasformati                                             | Umbria                                                              |
| 24 | Fagiolo di cave - varietà di verdino di Cave e giallo di Cave                                       | P.A.T. | Prodotti vegetali allo stato naturale o trasformati                                             | Umbria                                                              |
| 25 | Farro (farro e "Farro di Monteleone di Spoleto")                                                    | P.A.T. | Prodotti vegetali allo stato naturale o trasformati                                             | Umbria Attribuzione DOP del 21 maggio 2007 GU n. 124 del 30-05-2007 |
| 26 | Lenticchie                                                                                          | P.A.T. | Prodotti vegetali allo stato naturale o trasformati                                             | Umbria                                                              |
| 27 | Marrone                                                                                             | P.A.T. | Prodotti vegetali allo stato naturale o trasformati                                             | Umbria                                                              |
| 28 | Patata rossa di Colfiorito                                                                          | P.A.T. | Prodotti vegetali allo stato naturale o trasformati                                             | Umbria                                                              |
| 29 | Sedano nero di Trevi                                                                                | P.A.T. | Prodotti vegetali allo stato naturale o trasformati                                             | Umbria                                                              |
| 30 | Tartufo bianco pregiato                                                                             | P.A.T. | Prodotti vegetali allo stato naturale o trasformati                                             | Umbria                                                              |
| 31 | Tartufo nero pregiato                                                                               | P.A.T. | Prodotti vegetali allo stato naturale o trasformati                                             | Umbria                                                              |
| 32 | Zafferano di Cascia                                                                                 | P.A.T. | Prodotti vegetali allo stato naturale o trasformati                                             | Umbria                                                              |
| 33 | Attorta                                                                                             | P.A.T. | Paste fresche e prodotti della panetteria, biscotteria, pasticceria e confetteria               | Umbria                                                              |
| 34 | Bringoli                                                                                            | P.A.T. | Paste fresche e prodotti della panetteria, biscotteria, pasticceria e confetteria               | Umbria                                                              |
| 35 | Brustengolo                                                                                         | P.A.T. | Paste fresche e prodotti della panetteria, biscotteria, pasticceria e confetteria               | Umbria                                                              |
| 36 | Castagnole                                                                                          | P.A.T. | Paste fresche e prodotti della panetteria, biscotteria, pasticceria e confetteria               | Umbria                                                              |
| 37 | Ciaramicola                                                                                         | P.A.T. | Paste fresche e prodotti della panetteria, biscotteria, pasticceria e confetteria               | Umbria                                                              |
| 38 | Ciriole                                                                                             | P.A.T. | Paste fresche e prodotti della panetteria, biscotteria, pasticceria e confetteria               | Umbria                                                              |
| 39 | Cresciole di ciccioli                                                                               | P.A.T. | Paste fresche e prodotti della panetteria, biscotteria, pasticceria e confetteria               | Umbria                                                              |
| 40 | Crescionda                                                                                          | P.A.T. | Paste fresche e prodotti della panetteria, biscotteria, pasticceria e confetteria               | Umbria                                                              |
| 41 | Fave dei morti                                                                                      | P.A.T. | Paste fresche e prodotti della panetteria, biscotteria, pasticceria e confetteria               | Umbria                                                              |
| 42 | Mostaccioli                                                                                         | P.A.T. | Paste fresche e prodotti della panetteria, biscotteria, pasticceria e confetteria               | Umbria                                                              |
| 43 | Nociata                                                                                             | P.A.T. | Paste fresche e prodotti della panetteria, biscotteria, pasticceria e confetteria               | Umbria                                                              |
| 44 | Pammelati                                                                                           | P.A.T. | Paste fresche e prodotti della panetteria, biscotteria, pasticceria e confetteria               | Umbria                                                              |
| 45 | Pampepato                                                                                           | P.A.T. | Paste fresche e prodotti della panetteria, biscotteria, pasticceria e confetteria               | Umbria                                                              |
| 46 | Pan mostato                                                                                         | P.A.T. | Paste fresche e prodotti della panetteria, biscotteria, pasticceria e confetteria               | Umbria                                                              |
| 47 | Pan nociato                                                                                         | P.A.T. | Paste fresche e prodotti della panetteria, biscotteria, pasticceria e confetteria               | Umbria                                                              |
| 48 | Pane di Strettura                                                                                   | P.A.T. | Paste fresche e prodotti della panetteria, biscotteria, pasticceria e confetteria               | Umbria                                                              |
| 49 | Passatelli                                                                                          | P.A.T. | Paste fresche e prodotti della panetteria, biscotteria, pasticceria e confetteria               | Umbria                                                              |
| 50 | Pici                                                                                                | P.A.T. | Paste fresche e prodotti della panetteria, biscotteria, pasticceria e confetteria               | Umbria                                                              |
| 51 | Pinoccate                                                                                           | P.A.T. | Paste fresche e prodotti della panetteria, biscotteria, pasticceria e confetteria               | Umbria                                                              |
| 52 | Pinolate                                                                                            | P.A.T. | Paste fresche e prodotti della panetteria, biscotteria, pasticceria e confetteria               | Umbria                                                              |
| 53 | Rocciata                                                                                            | P.A.T. | Paste fresche e prodotti della panetteria, biscotteria, pasticceria e confetteria               | Umbria                                                              |
| 54 | Schiacciata al formaggio                                                                            | P.A.T. | Paste fresche e prodotti della panetteria, biscotteria, pasticceria e confetteria               | Umbria                                                              |
| 55 | Stinchetti                                                                                          | P.A.T. | Paste fresche e prodotti della panetteria, biscotteria, pasticceria e confetteria               | Umbria                                                              |
| 56 | Strangozzi                                                                                          | P.A.T. | Paste fresche e prodotti della panetteria, biscotteria, pasticceria e confetteria               | Umbria                                                              |
| 57 | Strufoli                                                                                            | P.A.T. | Paste fresche e prodotti della panetteria, biscotteria, pasticceria e confetteria               | Umbria                                                              |
| 58 | Torciglione                                                                                         | P.A.T. | Paste fresche e prodotti della panetteria, biscotteria, pasticceria e confetteria               | Umbria                                                              |
| 59 | Torcolo di San Costanzo                                                                             | P.A.T. | Paste fresche e prodotti della panetteria, biscotteria, pasticceria e confetteria               | Umbria                                                              |
| 60 | Torta al formaggio o di pasqua                                                                      | P.A.T. | Paste fresche e prodotti della panetteria, biscotteria, pasticceria e confetteria               | Umbria                                                              |
| 61 | Torta al testo                                                                                      | P.A.T. | Paste fresche e prodotti della panetteria, biscotteria, pasticceria e confetteria               | Umbria                                                              |
| 62 | Tozzetti                                                                                            | P.A.T. | Paste fresche e prodotti della panetteria, biscotteria, pasticceria e confetteria               | Umbria                                                              |
| 63 | Umbricelli                                                                                          | P.A.T. | Paste fresche e prodotti della panetteria, biscotteria, pasticceria e confetteria               | Umbria                                                              |
| 64 | Anguilla del Trasimeno                                                                              | P.A.T. | Preparazioni di pesci, molluschi e crostacei e tecniche particolari di allevamento degli stessi | Umbria                                                              |
| 65 | Carpa del Trasimeno                                                                                 | P.A.T. | Preparazioni di pesci, molluschi e crostacei e tecniche particolari di allevamento degli stessi | Umbria                                                              |
| 66 | Latterino del Trasimeno                                                                             | P.A.T. | Preparazioni di pesci, molluschi e crostacei e tecniche particolari di allevamento degli stessi | Umbria                                                              |
| 67 | Luccio del Trasimeno                                                                                | P.A.T. | Preparazioni di pesci, molluschi e crostacei e tecniche particolari di allevamento degli stessi | Umbria                                                              |
| 68 | Persico reale del Trasimeno                                                                         | P.A.T. | Preparazioni di pesci, molluschi e crostacei e tecniche particolari di allevamento degli stessi | Umbria                                                              |
| 69 | Tinca del Trasimeno                                                                                 | P.A.T. | Preparazioni di pesci, molluschi e crostacei e tecniche particolari di allevamento degli stessi | Umbria                                                              |
| 70 | Ricotta salata                                                                                      | P.A.T. | Prodotti di origine animale (miele, prodotti lattiero caseari di vario tipo escluso il burro)   | Umbria                                                              |